# 涼宮琉那
涼宮 琉那（すずみや るな）は、日本の女性声優。主にアダルトゲームに声をあてている。

## 概要

### 人物
- うさぎ好きで、うさぎグッズを集めるのが趣味。デフォルメされたデザインよりもリアルなデザインが好みという。うさぎを飼っていた経験があり、噛まれてかなり痛い思いをしたが、噛んだうさぎはそれを反省する表情を見せていたことをインターネットラジオ番組『金田まひる・倉田まりやのGalge.comラジオ』のゲスト出演時に語っている。

## 出演
太字はメインキャラクター。

### 成人向ゲーム
- この青空に約束を―（2006年、三田村茜）
- フォセット -Cafe au Le Ciel Bleu-（2006年、三田村茜）
- さかあがりハリケーン（2008年、大澤柚[1]、柚の母親）
  - スパイラルハリケーン（2009年、大澤柚[2]）

### コンシューマーゲーム
- この青空に約束を― -melody of the sun and sea-（2007年、三田村茜）
  - この青空に約束を― てのひらのらくえん（2009年、三田村茜[3]）
- さかあがりハリケーン Portable（2011年、大澤柚[4]）

### ドラマCD
- ハリケーン、後の祭（2009年、大澤柚）